# モンパルナス

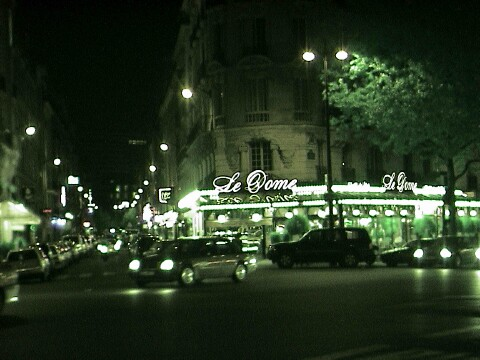
カフェ「ル・ドーム」（Le Dôme）。

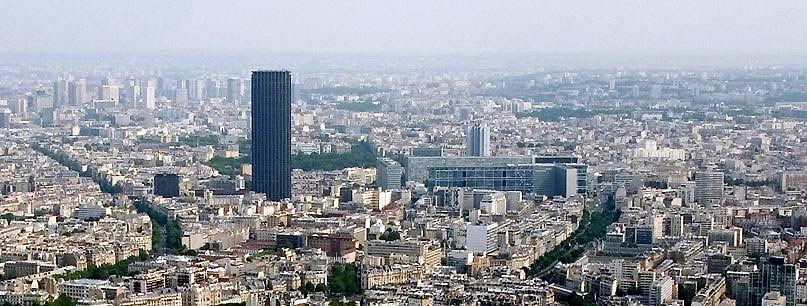
モンパルナス付近（14区）空撮

モンパルナス地区（仏: Quartier du Montparnasse）は、パリの第53番目のカルチエ（行政地区）で、セーヌ川左岸14区に所在する地区である。
但し、トゥール・モンパルナス（モンパルナス・タワー）は西側の15区に位置する。北側の5区、6区と接した一帯、モンパルナス大通りとラスパイユ大通りの交差点を中心とした地区である。フランス国鉄や地下鉄のモンパルナス駅がある交通の要所となっており、ビジネスと商業の拠点としてオフィスビル、映画館、ショッピングセンターなどが集中する。商店やスーパーマーケット、レストランは、庶民的なものから高級なものまで何でも揃っている。
1920年代の狂乱の時代、エコール・ド・パリの時代の芸術家たちの中心地としても有名である。

## モンパルナス周辺のみどころ
- モンパルナス駅

フランス国鉄の駅で、フランス西部・西南部方面へ向かうパリのターミナル駅のひとつ。1840年開業。1960年代に現在の姿になった。ブルターニュ方面の列車が出るほか、トゥール、ボルドー、ル・マン方面のTGVが発着する。オフィスビル群や大庭園も備えた現代的な建築の複合体で、TGV開通の1990年に増築されている。
駅の北には地下鉄のモンパルナス＝ビヤンヴニュ駅があり、4号線、6号線、12号線、13号線が交差する乗換駅になっている。
- トゥール・モンパルナス（モンパルナス・タワー）

パリで最初に建設された、現在でも有数の高さの超高層ビル。1973年に完成し、高さ210m、56階建て。完成当時西ヨーロッパ一の高さを誇った。もとのモンパルナス駅を1969年に取り壊したあとに建てられている。
- 1940年6月18日広場

レンヌ通りがモンパルナス大通りに突き当たる広場で、モンパルナスの道路交通の中心。旧モンパルナス駅の駅前広場。パリ陥落後イギリスに亡命したシャルル・ド・ゴールは、1940年6月18日に対独徹底抗戦を呼びかける歴史的ラジオ演説を行ったが、これを記念し「レンヌ広場」から改名された。
- モンパルナス墓地

1824年、当時パリ市外だったこの地に作られた。多くの知識人、芸術家が眠っているため観光名所となっている。
- ブールデル美術館

彫刻家アントワーヌ・ブールデルの家及びアトリエを改修した美術館。彼の作品や習作などを展示。展示空間の設計は建築家クリスチャン・ド・ポルザンパルクによる。
- カルティエ財団現代美術館

モンパルナス墓地の近くにある、カルティエが運営する現代美術館。ジャン・ヌーヴェルの設計による。
- パスツール研究所
- カタコンブ・ド・パリ（地下墓地）

モンパルナス周辺の地下にはカタコンブ（地下墓地）がある。墓地の不足のため、1786年から19世紀初頭までの間に、採石場跡の迷宮のようなトンネルに市内各地から数百万体の骸骨が集められている。
また、北方向にはリュクサンブール公園とリュクサンブール宮殿（6区）が、また大学の集中するカルチェ・ラタン（5区、6区）や、やはり芸術家の溜まり場となるカフェの多いサン＝ジェルマン＝デ＝プレ（6区）などの地区が隣接している。
- 郵便博物館

2019年11月にリニューアルオープン。フランスの郵便の歴史を学べる。

## 歴史
モンパルナスの名はギリシア神話にあるパルナッソス山（文芸の女神たち、ミューズの9柱の姉妹が住み遊んだとされる山）から来たあだ名である。17世紀ごろ、丘の多いパリ南郊のこの地に学生たちが集まり、詩の朗読会をするなど遊び場としていたことから、「パルナッソス山」とあだ名されるようになった。ただし丘は18世紀、モンパルナス大通りの建設のために削られて平らになってしまっている。フランス革命の頃には多くのキャバレーやダンスホールが並ぶ歓楽地となっていた。

## 芸術家たちのモンパルナス

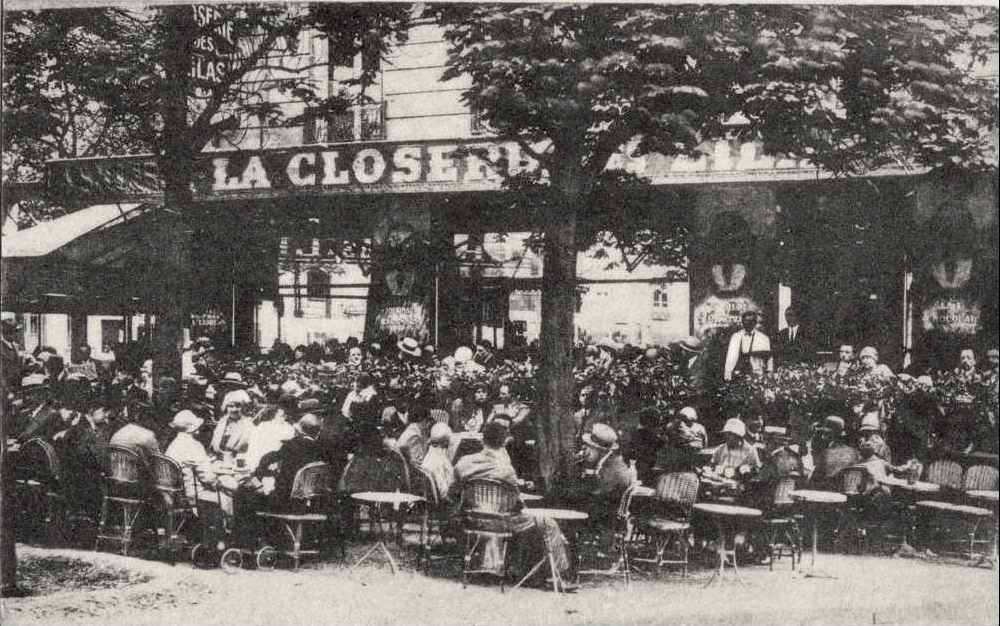
カフェ「クロズリー・デ・リラ」、1909年

セーヌ川の反対側の地区・モンマルトルと同様、モンパルナスは20世紀前半、世界の芸術家の集う地として有名になった。特に第一次世界大戦後の開放感と好景気で浮かれた狂乱の時代（レ・ザネ・フォル、Les Années Folles）といわれる1920年代、モンパルナスはパリの知識人・芸術家の生活の中心となっている。1910年ごろから、パリの芸術家のサークルは、印象派など前の世代の芸術家たちの揺籃の地であったが、観光地や高級住宅街（ジェントリフィケーション）となってしまったモンマルトルから、次第に家賃の安いモンパルナスに移動した。
意志が強く頑固で論争を厭わない、モンマルトルに住むピカソら移民の芸術家たちは、19世紀末に活躍したパリっ子のエミール・ゾラ、エドゥアール・マネ、エドガー・ドガ、ガブリエル・フォーレたちや、ダンディさを洗練させることに浸って実際の芸術的傾向よりも地位から来る親和性によって集まるフランス人の芸術家集団とは、経済的にも社会的にも政治的にも対極にあった。こうした移民芸術家たちが1910年代以降、モンマルトルを去りモンパルナスへと移る。

### 外国人たちのモンパルナス

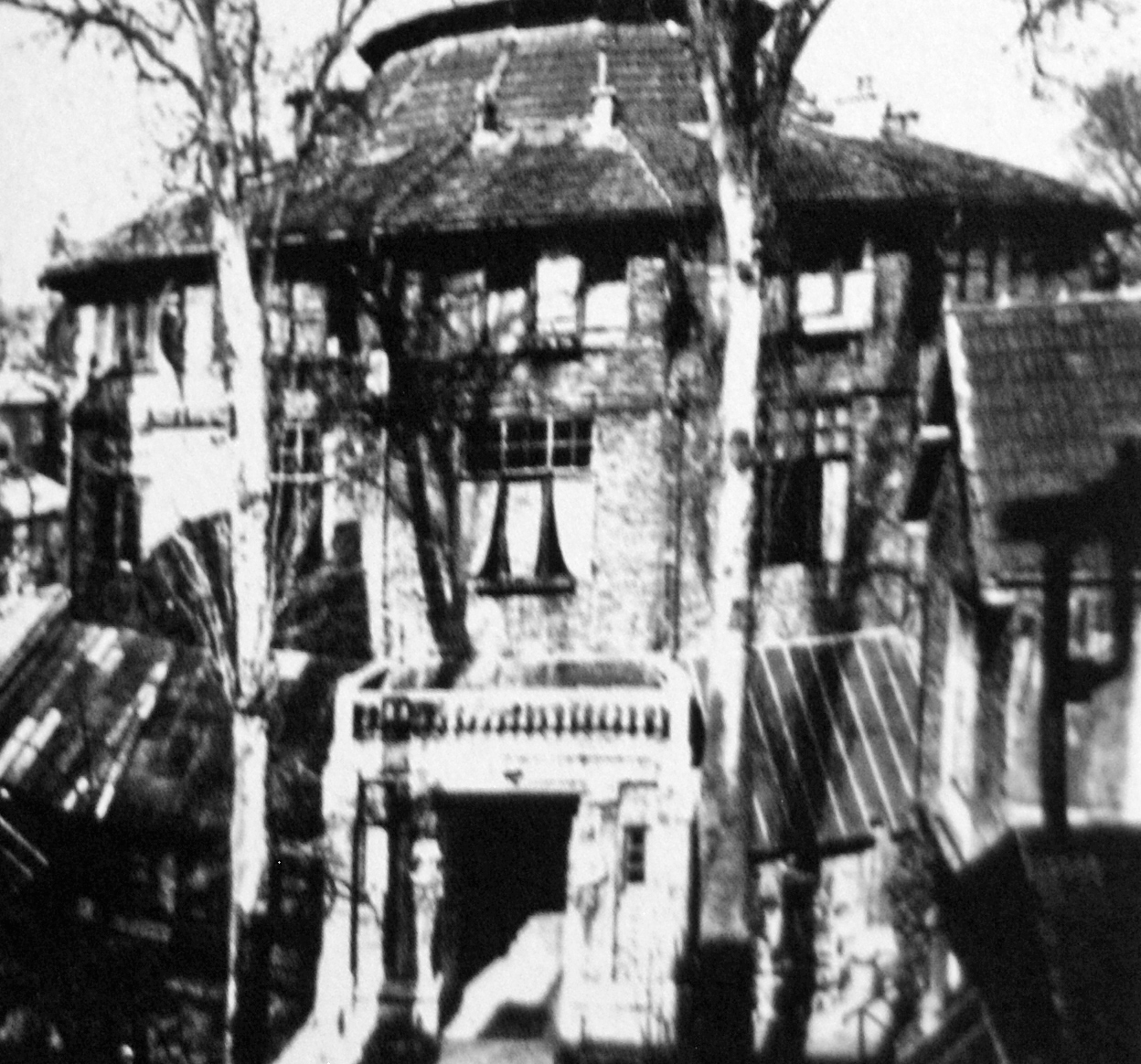
集合アトリエ兼住宅「ラ・リューシュ」(1918年)

モンパルナスは1900年代までは、北隣の大学地区、カルチェ・ラタンに通う学生の下宿や荒地が広がっていた場所で、家賃や物価はじめ、何もかもが安いさびれた郊外であり、区画整理が進んで市街地化した1900年代後半になっても基本的な変化はなかった。世界中から集まった金のない画家、彫刻家、小説家、詩人、作曲家たちは、安い家賃や物価のため、また創造的な環境に身を置いて成功のチャンスを掴むため、「ラ・リューシュ（La Ruche）」のような集合住宅に住み、芸術家のコミューンを作り上げた。ラ・リューシュではマルク・シャガール、アメデオ・モディリアーニ、シャイム・スーティンらが水道や暖房のないアトリエで、ネズミやシラミに苦しみながら、食べるために作品をわずかな金で売っていた。ジャン・コクトーはかつて、モンパルナスでは貧困すら贅沢だと言った。キュビスムやフォーヴィスムを支援したヘンリー・カーンワイラーなどの画商に見出され、売り出されたこれらの芸術家の作品は、今日では数億円の値で取引されるほどになっている。
モンパルナスには全世界から芸術家がやってきた。パリのアメリカ人の人数は、1921年から1924年の間に6千人から3万人に増加した。他にもロシア、ヨーロッパ各地、カナダ、メキシコ、チリ、そして日本のような遠い地からも集まっている。パブロ・ピカソ、オシップ・ザッキン、マルク・シャガール、モイーズ・キスリング、ニーナ・ハムネット、フェルナン・レジェ、シャイム・スーティン、アメデオ・モディリアーニ、マルセル・デュシャン、コンスタンティン・ブランクーシ、マヌエル・オルティス・デ・ザラテ、アンリ＝ピエール・ロシェ、マリー・ヴァシリエフ、マックス・ジャコブ、ディエゴ・リベラ、アルベルト・ジャコメッティ、ヘンリー・ミラー、ジャン＝ポール・サルトル、サルバドール・ダリ、サミュエル・ベケット、ジョアン・ミロ、アンドレ・ブルトン、藤田嗣治、高崎剛、ギヨーム・アポリネール、ジュール・パスキン、岡本太郎、清水多嘉示
村井正誠、海老原喜之助、大津田正豊、津田正周、長谷川三郎、矢橋六郎、菅野廉
､ゲルダ・タローらがモンパルナスに集まっている。エドガー・ドガも晩年はモンパルナスに住んだ。

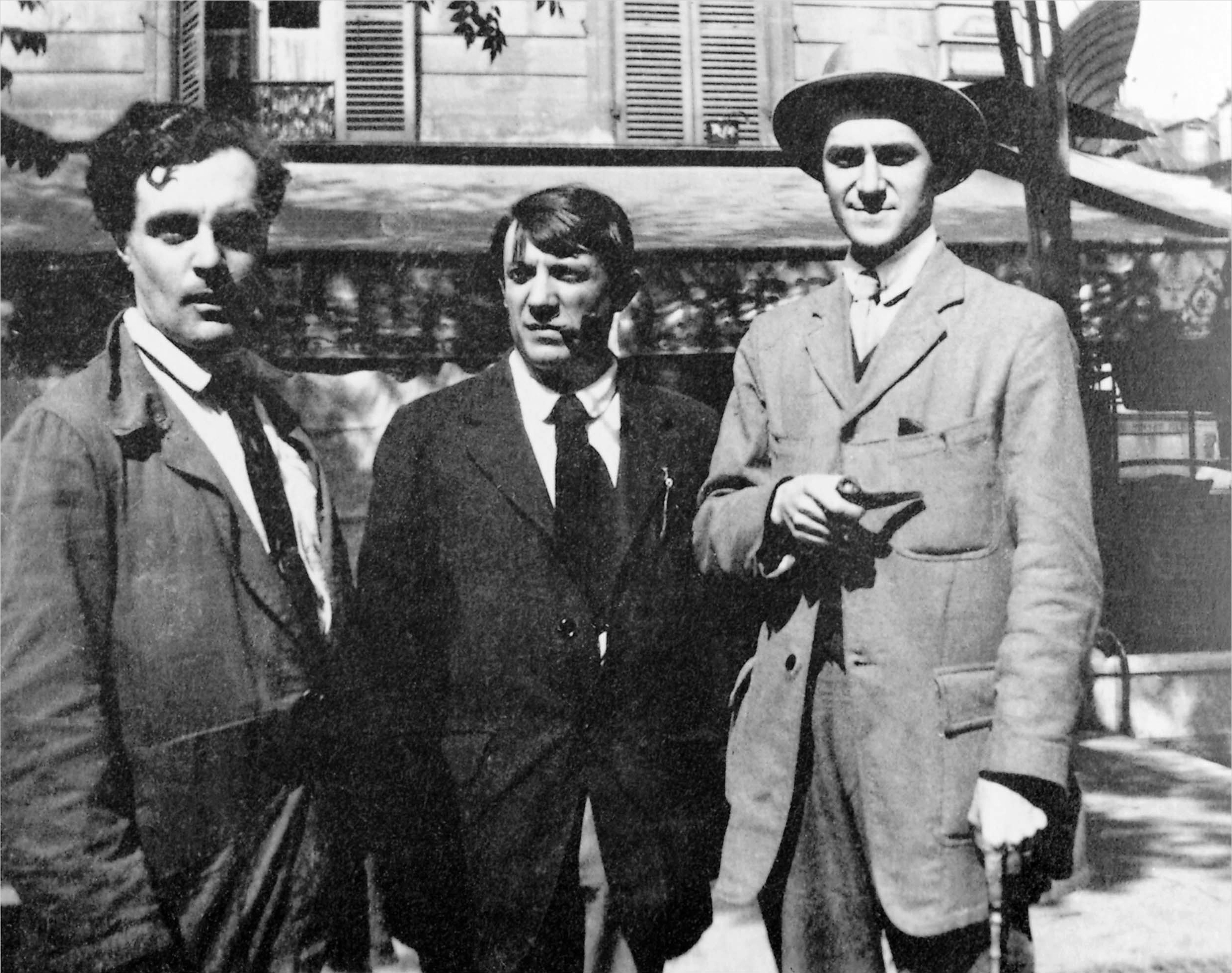
モンパルナスに移転前。モンマルトルの「ラパン・アジル」でのモディリアーニ、ピカソ、アンドレ・サルモン (1916年)

モンパルナスの芸術家コミューンは、独創性のある者はどんな変人であれ受け入れられた。新しくやってきて不安に感じている者も、先に来ていたメンバーに遠慮なく迎え入れられた。藤田嗣治が1913年、誰も知り合いのいないモンパルナスに日本からやってきたとき、彼は暮らし始めたアパートで、来仏前には名前を聞いたこともなかったようなスーティン、モディリアーニといった同居人の芸術家たちと一晩で知り合いになり、一週間以内にアパートに出入りするフアン・グリス、パブロ・ピカソ、アンリ・マティスらとも友人になった。1914年、イギリスの画家ニナ・ハムネットがモンパルナスに着いた最初の晩、カフェ「ラ・ロトンド」の隣のテーブルで微笑んでいた男が愛想良く「モディリアーニ、画家でユダヤ人です」と自己紹介した。彼女たちは友人同士になり、後にハムネットは、あるときモディリアーニから上着とコーデュロイのズボンを借りて、二人でラ・ロトンドに行き、通りで一晩中踊り明かしたことを回想している。
モンパルナスが、創造的かつボヘミアン的な環境で暮らして作品を作りたいという人々を引き寄せていた頃、亡命し放浪する政治家たちもモンパルナスに隠れ住んでいた。たとえばウラジーミル・レーニン、レフ・トロツキー、ポルフィリオ・ディアス、シモン・ペトリューラらの住処もモンパルナスにあった。

### パリのアメリカ人
この地に集まった芸術家コミュニティのほとんどが生存のためにぎりぎりの生活を営んでいた頃、ニューヨークから来たペギー・グッゲンハイム、イーディス・ウォートン、ボストンから来たハリー・クロスビー、サンフランシスコから来たベアトリス・ウッドなどアメリカの社交界の名士たちがモンパルナスの狂騒や芸術家たちの創造性の虜になっていた。彼らアメリカ人の中には出版社を立ち上げるものもいた。ロバート・マッカルモン（Robert McAlmon）、マリア（Maria Jolas）とユージンのジョーラス（Eugene Jolas）夫妻はパリに来て国際的な文芸雑誌『トランジション（Transition）』を創刊した。ハリー・クロスビーとカレス・クロスビーの夫妻は「ブラック・サン・プレス」を1927年に創立し、後に有名になった小説家たち、例えばD・H・ローレンス、ジェイムズ・ジョイス、アーネスト・ヘミングウェイ、ウィリアム・フォークナー、
ジョン・ドス・パソス（John Dos Passos）、ハート・クレイン（Hart Crane）、アーチボルド・マクリーシュ（Archibald MacLeish）、ケイ・ボイル（Kay Boyle）、ドロシー・パーカー（Dorothy Parker）などの作品を出版した。アメリカのジャーナリスト、ビル・バード（Bill Bird）も自分の趣味で作った「スリー・マウンテン・プレス」社からエズラ・パウンドらの本を出版し、イギリスから来たナンシー・キュナード（Nancy Cunard）が乗っ取りアワーズ・プレス（Hours Press）に変えるまで経営を続けた。
マックス・エルンストと結婚したペギー・グッゲンハイムのような名士はパリ都心の高級住宅地に住んだが、モンパルナスのさまざまなアトリエを頻繁に回り、将来名作と呼ばれるであろう作品を次々買い求めた。これらは現在、ヴェネツィアのペギー・グッゲンハイム美術館に展示されている。
多くのアメリカ人がパリにやって来た理由の一つに、20世紀初頭のフランに対する米ドルの為替騰貴も挙げられる。

### モンパルナスのカフェ

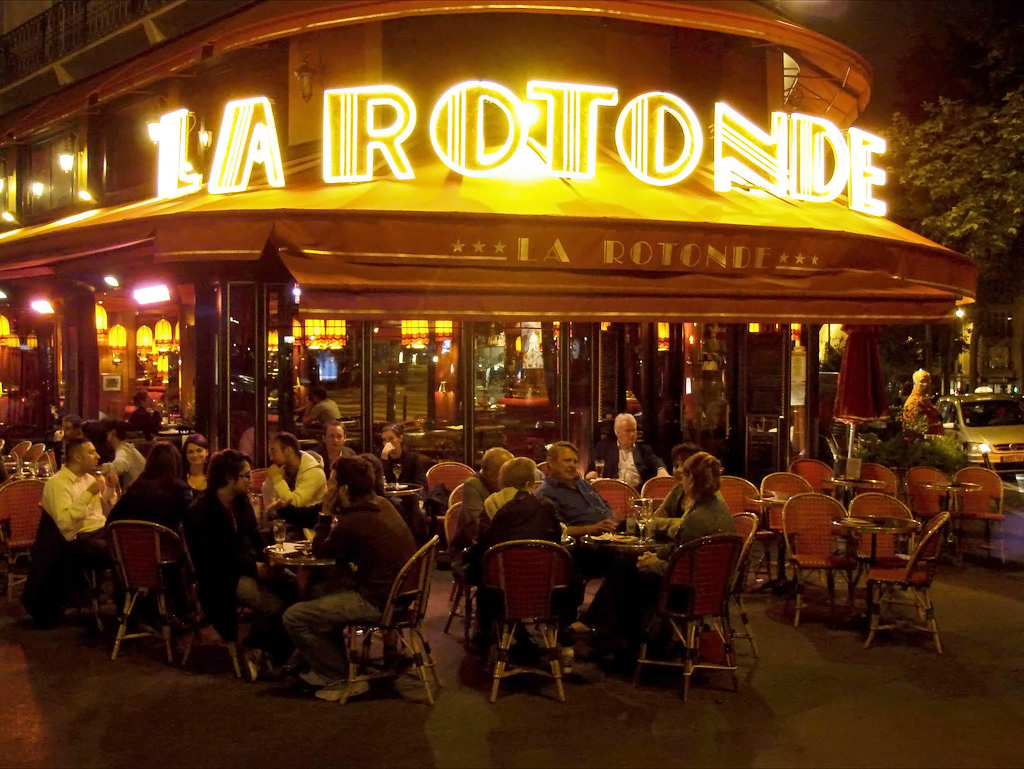
カフェ「ラ・ロトンド」

モンパルナスのカフェやバーは芸術家たちがアトリエの暑さや寒さをしのぐ場所であると同時に待ち合わせ場所・溜まり場であり、アイデアが孵化し熟考される場所だった。モンパルナスのナイトライフの中心であるカフェはヴァヴァン交差点（Carrefour Vavin、今はパブロ・ピカソ広場と改名されている）に集まっていた。モンパルナスの絶頂期、ル・ドーム（Le Dôme）、クロズリー・デ・リラ（La Closerie des Lilas）、ル・セレクト（Le Select）、ラ・ロトンド（La Rotonde）、ラ・クーポール（La Coupole）など、観光名所となった今もなお営業して当時の面影を残しているこれらのカフェは、腹をすかせた芸術家が数サンチームで一晩テーブルに居座ることのできる店だった。彼らがここで寝てしまっても、ウェイターたちは彼らを起こさないようにと言われていた。半ば知力で、半ばアルコールの力で激論が起こることは普通で、殴り合いの喧嘩に発展しても警察をわざわざ呼ぶ人はいなかった。もし飲み代を払えなくても、ラ・ロトンドの経営者ヴィクトル・リビオン（Victor Libion）などは代わりにドローイング（素描）などを受け取り、金ができるまでそれを預かっていた。カフェの壁がこうした画家たちのドローイングで埋まるという、今なら世界の名だたる美術館のキュレーターたちが嫉妬する光景がこの時期のモンパルナスのカフェにはあった。

### モンパルナスの溜まり場
モンパルナスには偉大な芸術家の集まる場所が多くあった。その内の一つがル・ドームの近くのドランブル通り（Rue Delambre）10番地にあったディンゴ・バー（Dingo Bar）だった。そこは芸術家たちと国を離れたアメリカ人たちの溜まり場であり、カナダ人モーリー・キャラハンは友人のアーネスト・ヘミングウェーと、共にまだ何も出版していない小説家同士飲みに行き、すでに小説家として名を成していたF・スコット・フィッツジェラルドとここで出会っている。またマン・レイは、友人でダダイストのマルセル・デュシャンがニューヨークに移住した後、最初のアトリエをドランブル通り15番地のホテル「ロテル・デゼコール（L'Hôtel des Ecoles）」に作った。ここはマン・レイが写真家としてのキャリアを始めたところであり、ジェイムズ・ジョイス、ガートルード・スタイン、ジャン・コクトーらがポーズを取りモノクロームの写真に納まった。

### モンパルナスの劇場
デ・ラ・ゲテ通り（Rue de la Gaité）には劇場やミュージックホールが多数あった。特に「ボビノ」（Bobino）は有名だった。その舞台では、当時流行していた姓か名だけを芸名にした歌手、たとえばダミア（Damia、本名マリー＝ルイーズ・ダミアン Marie-Louise Damien）、キキ（Kiki、本名アリス・プラン Alice Prin）、マイヨール（Mayol、本名フェリックス・マイヨール Félix Mayol）、ジョルジュス（Georgius、本名ジョルジュ・ギブール Georges Guibourg）といった歌手たちが満員の観客に対して歌っていた。特にブルゴーニュ出身のキキは軍需工場で働きながらモンパルナスのカフェに出入りし、藤田嗣治ら売れない画家たちのモデルを勤め、やがて「モンパルナスの女王」と呼ばれるようになった。彼女はマン・レイやキスリングほかと愛人関係を持ち、絵画のモデルに頻繁に起用され映画にも出演するなど、新聞や雑誌の噂となった。ここはまた、エリック・サティやジャン・コクトーのアイデアに基づいた音楽を作るフランス6人組が形成された場所だった。

### モンパルナスの狂乱の時代

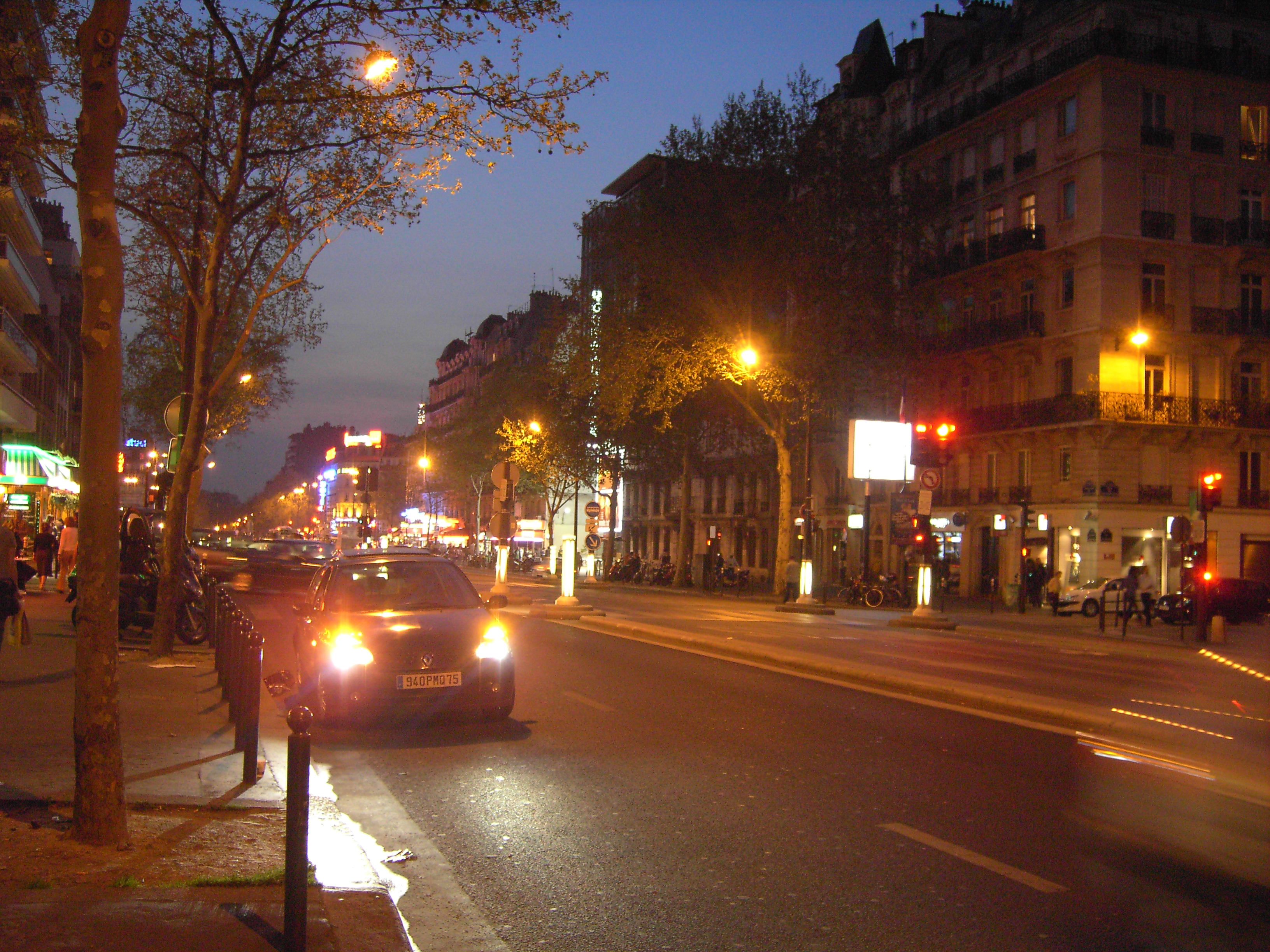
夜のモンパルナス

第一次大戦でモンパルナスは徴兵や芸術家たちの帰国、戦場からの避難民の殺到で混乱するが、戦後は開放感と、神話化された芸術の聖地へ行きたいという世界中の若者の殺到で、戦前の貧困振りとは全く異なる風景が出現した。いわゆる狂乱の時代である。
1920年代のモンパルナスは毎日毎晩が華やかな祝祭で、酒や麻薬による乱痴気騒ぎが繰り返された。狂騒と喪失感が混ざり合った当時の雰囲気を、ヘミングウェーは後に遺作『移動祝祭日』（1960年）で、「もし君が幸いにもパリで青春を過ごしたなら、残りの人生をどこで過ごしたとしてもパリは君についてくる。なぜなら、パリは移動祝祭日だから。」と述べている。詩人マックス・ジャコブは、彼はモンパルナスに「恥ずかしく罪を犯しに」やってきたと述べた。マルク・シャガールはモンパルナスに行った理由を説明する際、これをもっと優雅に要約している。「わたしは遠い国で耳にしていた物事を、自分のこの目で見ることにあこがれた。この眼の革命、この色の回転、想像上の線の流れの中で自発的に鋭く互いに合体してゆく。これはわたしの故郷の町では見ることができないものだった。あのとき芸術の太陽はパリだけを照らしていたのだ。」
狂乱の時代は1929年の大恐慌をきっかけに幕を閉じた。アメリカ発の大不況はフランスに及び、1930年には美術市場は暴落、同年「モンパルナスの王子」と呼ばれたジュール・パスキンが自殺して一つの時代の終わりを感じさせた。数人の芸術家は一旦パリを離れ、アメリカやメキシコ、アジアなどに長期旅行している。一旦はドイツから退廃芸術狩りを逃れた芸術家がパリに避難したものの、第二次世界大戦の開始により多くの芸術家がアメリカ合衆国などに逃げ、とりわけ1940年5月から6月のナチス・ドイツのフランス侵攻とパリ占領をもって芸術家コミュニティは解体した。そして戦後、美術の中心地を目指す各国からの芸術家の多くはニューヨークへ行き、パリの芸術家コミュニティはサンジェルマン・デ・プレへ移り、モンパルナスがその輝きを取り戻すことはなかった。
この地の歴史を展示するモンパルナス博物館（Musée du Montparnasse）が1998年、メーヌ通り21番地に開館した。パリ市のわずかな交付金で運営されているが、この博物館はNPO法人である。